# Ревеане (Белуно)
Ревеане (итал. Reveane) је насеље у Италији у округу Белуно, региону Венето.
Према процени из 2011. у насељу је живело 106 становника. Насеље се налази на надморској висини од 454 м.